# Rubus ulmifolius
{{#ifeq:0|0|{{#if:|{{#if:Rubusulmifolius|[[]}}|}}}}
Rubus ulmifolius (ожина середземноморська) — вид квіткових рослин родини Розові (Rosaceae). Етимологія: видовий епітет вказує на схожість листових фрагментів з Ulmus minor.

## Опис
Багаторічний чагарник, який іноді досягає 5 метрів, з шипами, але не завжди. Стебла часто червонуваті. Колючки прямі або злегка зігнуті. Листя з 3 або 5 листових широкояйцеподібних фрагментів, які зелені на верхній поверхні, але білі на нижній через щільний шар запушення. Квіти, як правило, рожеві, іноді білі. Пелюстки округлі. Квіти — в липні, плоди дозрівають у серпні. Плід має вигляд складної кістянки, темно-фіолетового, майже чорного кольору.

## Поширення, екологія
Країни поширення: Африка: Алжир; Марокко; Туніс. Європа: Ірландія; Велика Британія — Шотландія; Бельгія; Німеччина; Люксембург; Нідерланди; Швейцарія; Албанія; Боснія і Герцеговина; Хорватія; Італія [вкл. Сардинія, Сицилія]; Македонія; Словенія; Франція [вкл. Корсика]; Португалія; Гібралтар; Іспанія [вкл. Балеарські острови]. Вид натуралізований та культивований у інших країнах (США (особливо в Каліфорнії), Австралії, Новій Зеландії та південній частині Південної Америки). В Америці і на Галапагоському архіпелазі, ожина середземноморська є одним з страшних інвазивних видів, що витісняє місцеві рослини.
Статеве розмноження відбувається через насіння. Це дуже інвазивна і швидкоросла рослина, яка також може розмножуватися вегетативно. Росте на глибоких, злегка вологих ґрунтах. Це сонцелюбна рослина, яка терпить затінок від інших дерев, полюбляє рости на узліссі, вздовж доріжок, в огорожах.

## Використання
Плоди виду є популярним їстівними плодами в Середземному морі. Плоди використовуються для приготування десертів, джемів і желе, а іноді вина і спиртних напоїв. Плоди містять мінерали та вітаміни А, В, С. Через високий вміст заліза використовують для профілактики і боротьби з анемією. Плоди містять велику кількість омега-3 (альфа-ліноленова кислота) і омега-6 (лінолева кислота), білків, харчових волокон, каротиноїдів, елаготанінів і елагової кислоти. Серед іншого, недавні дослідження показали, що високий вміст флавоноїдів допомагає запобігти раку і зменшити рівень холестерину. Висушене листя, використовують як чай, має в'яжучу дію, антисептичну дію на порожнину рота і це сечогінний засіб. Кора стебла використовуються як матеріал для виготовлення кошиків і мотузок. Це матеріал для пошиття англосаксонських традиційних солом'яних вуликів.

## Галерея

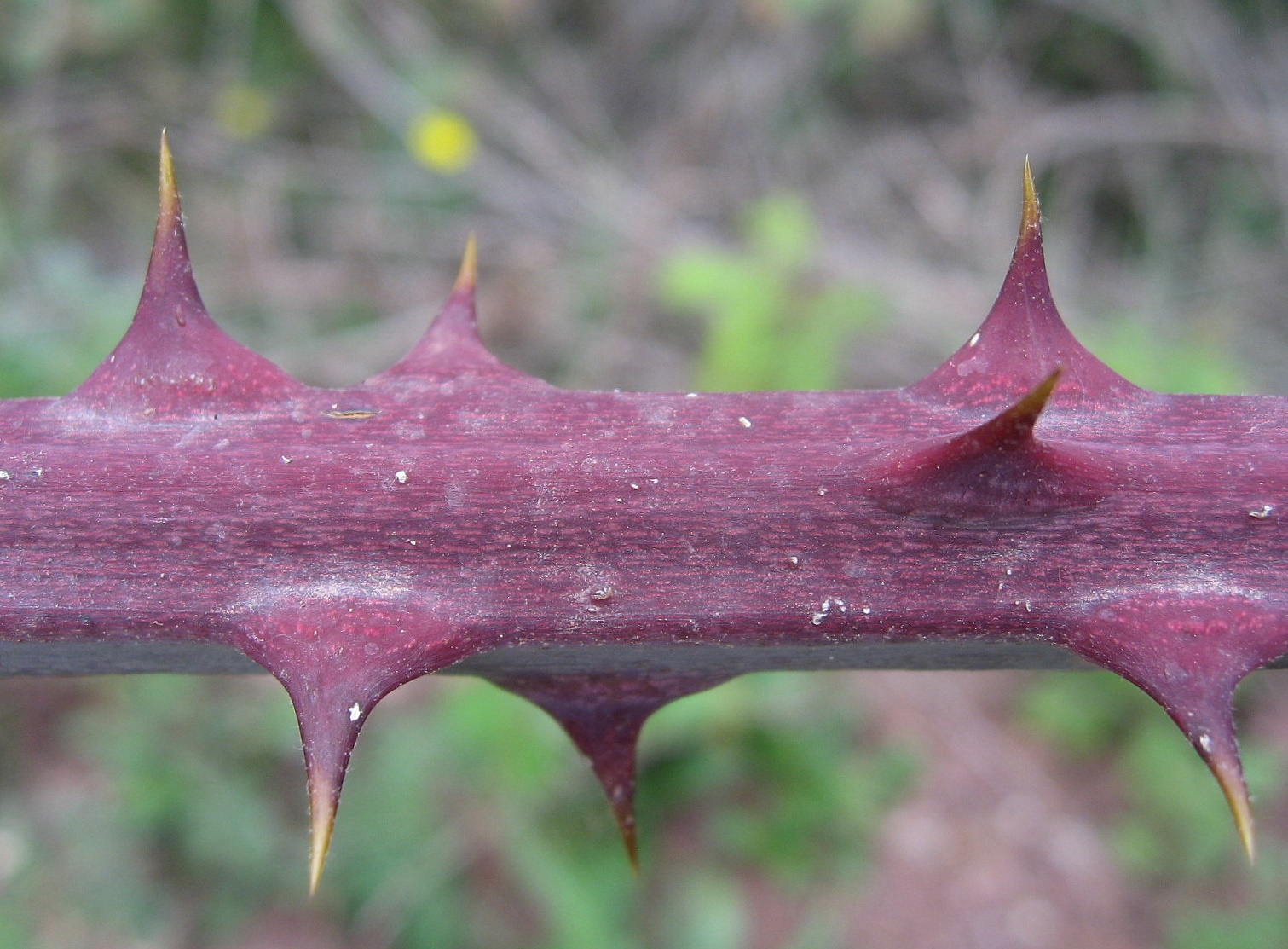
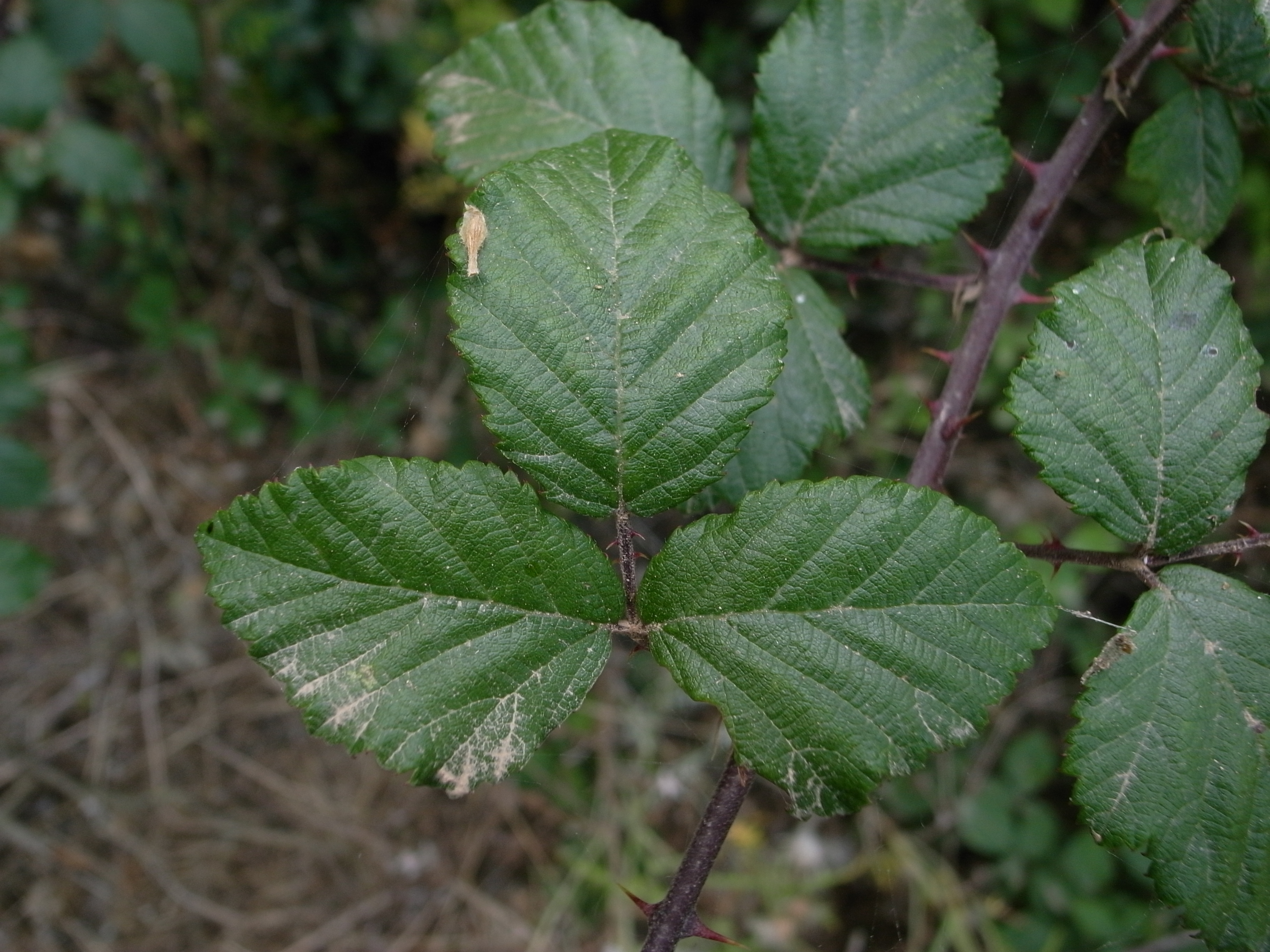
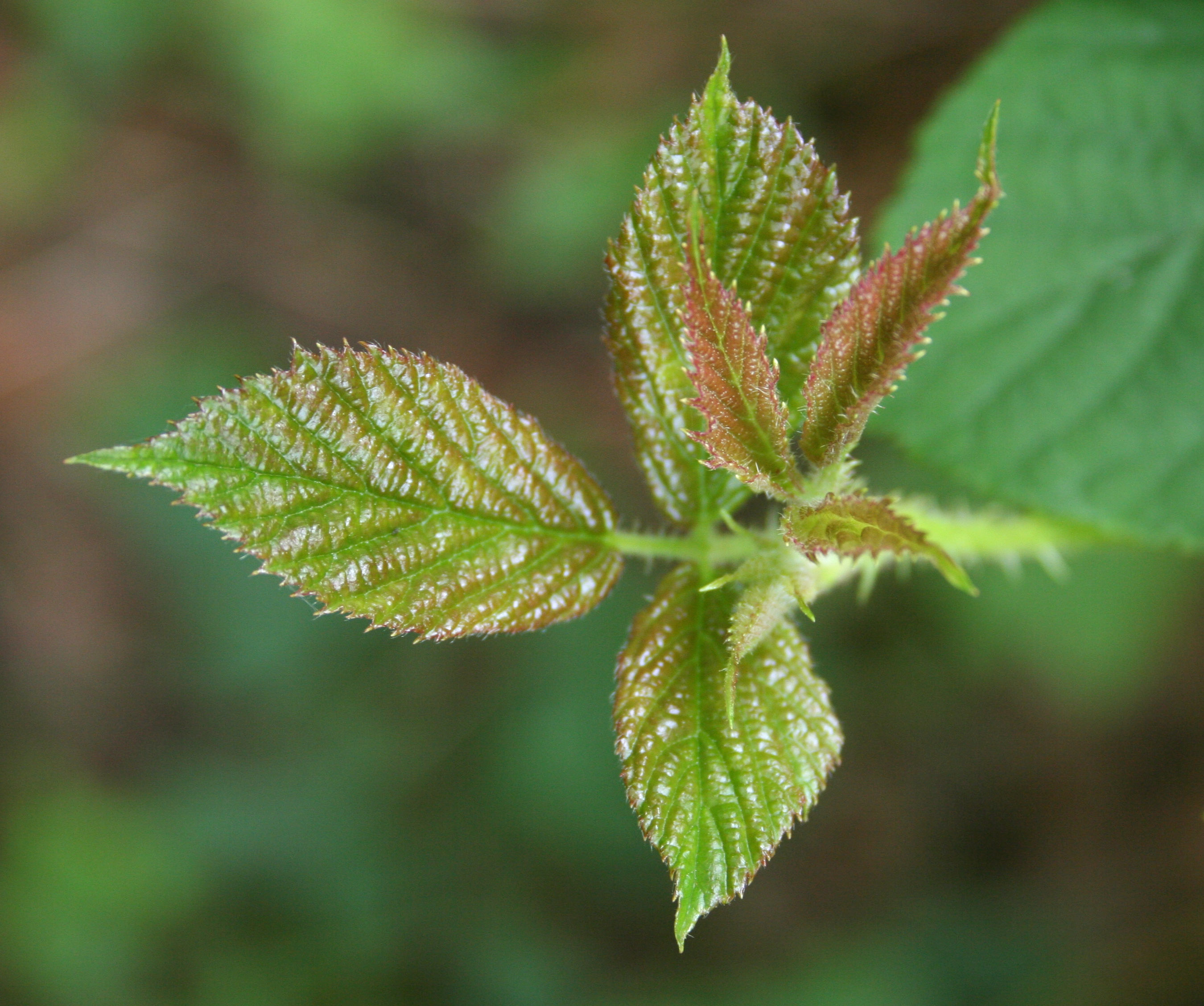
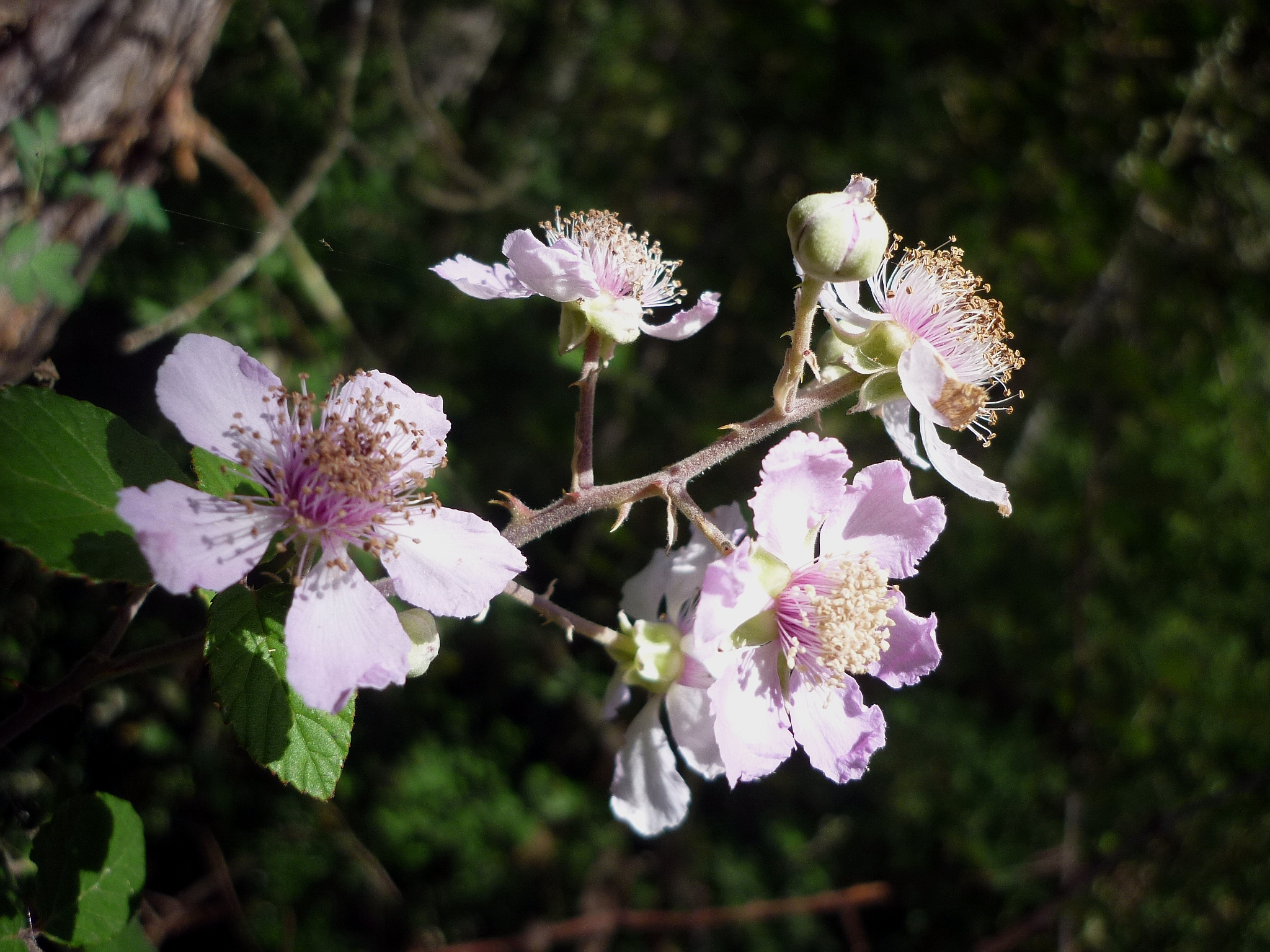
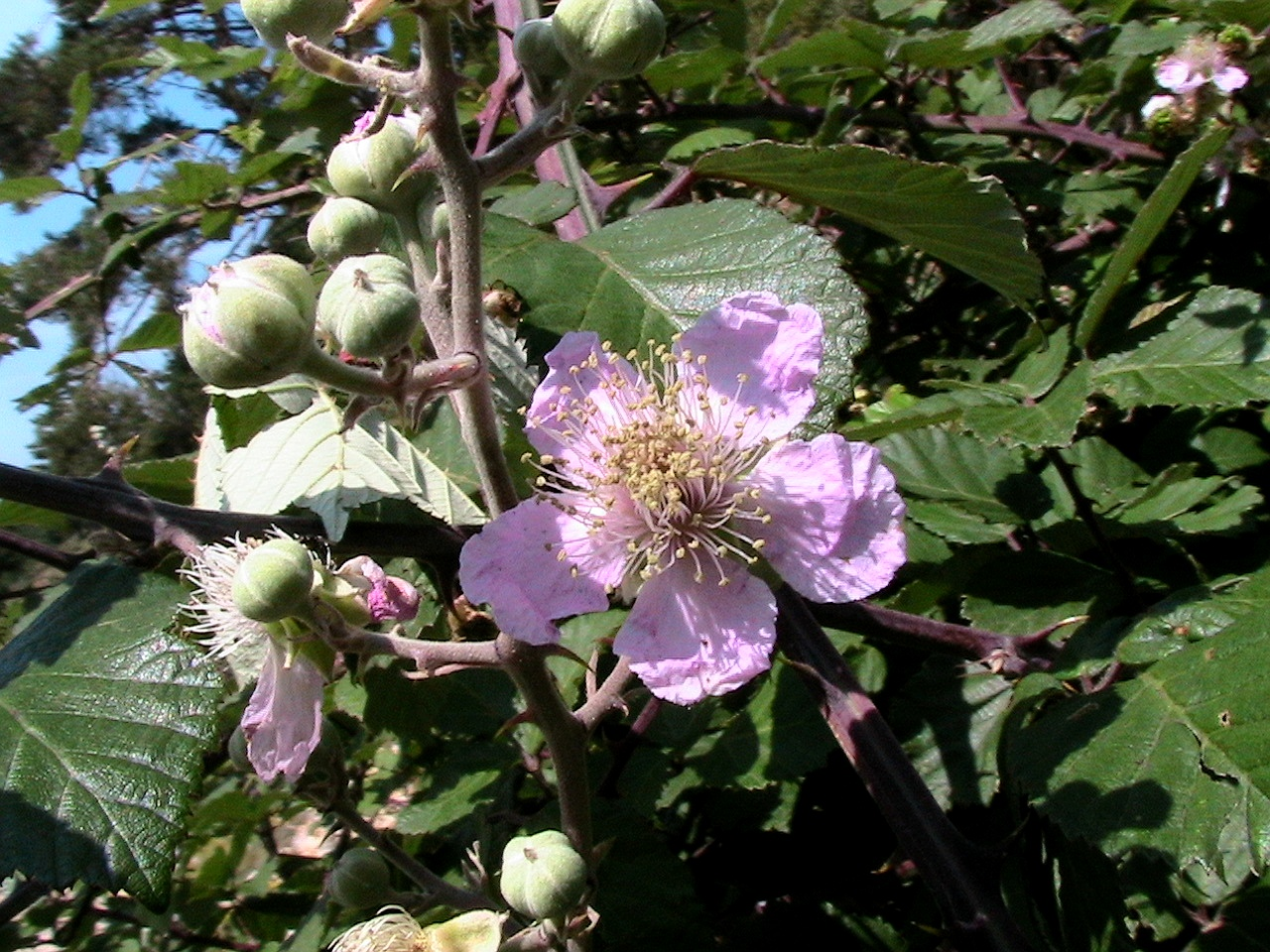
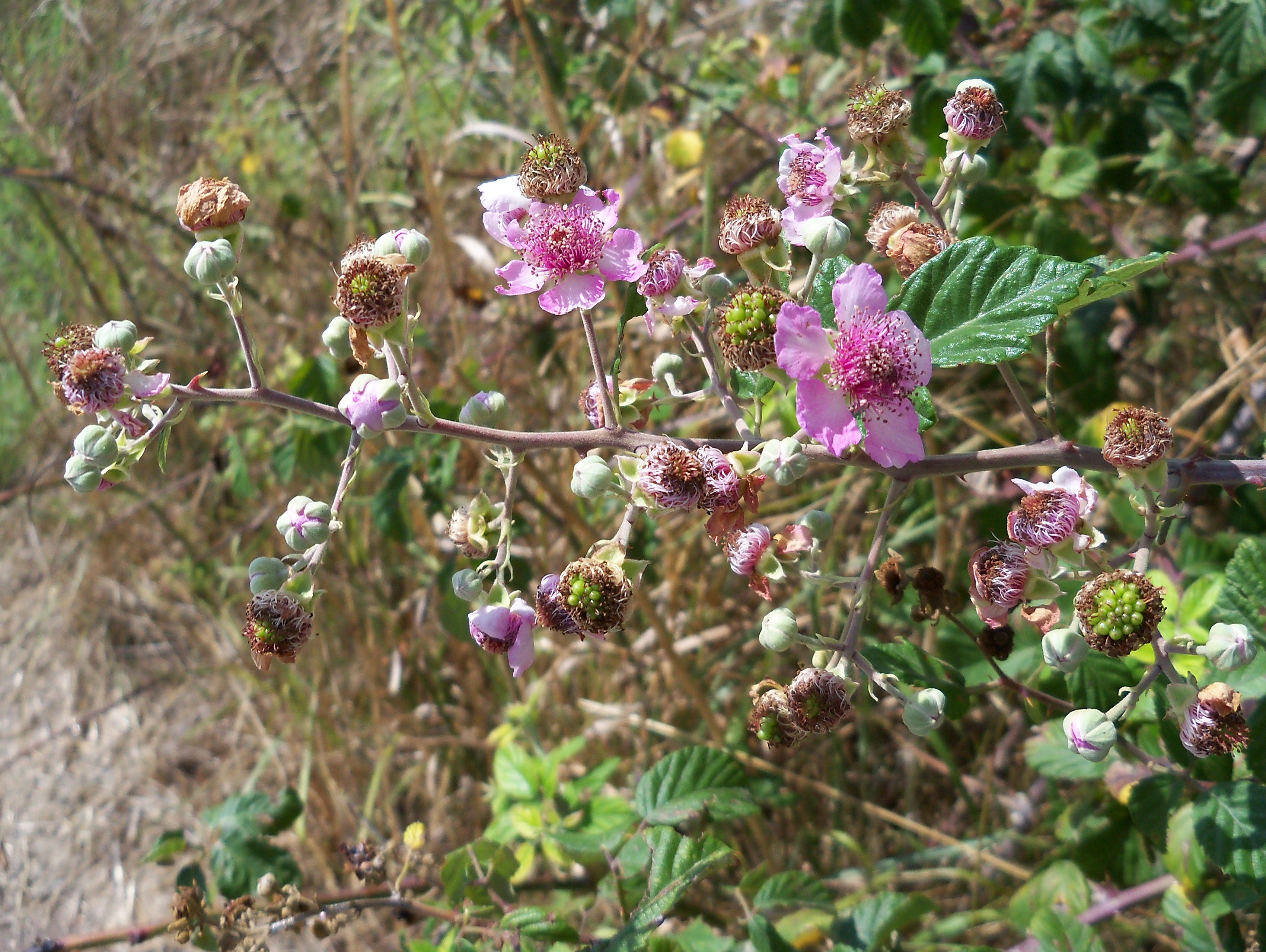
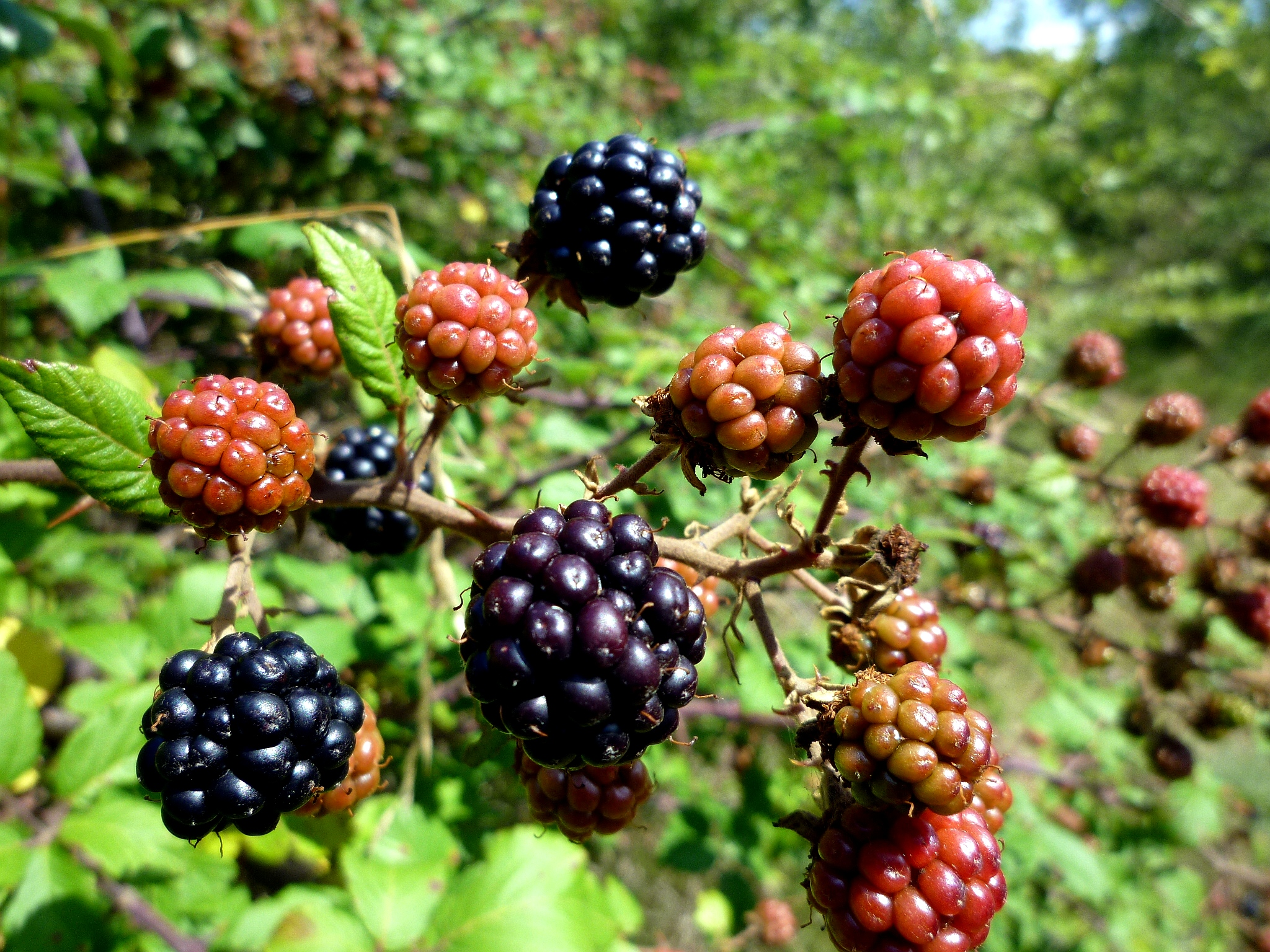
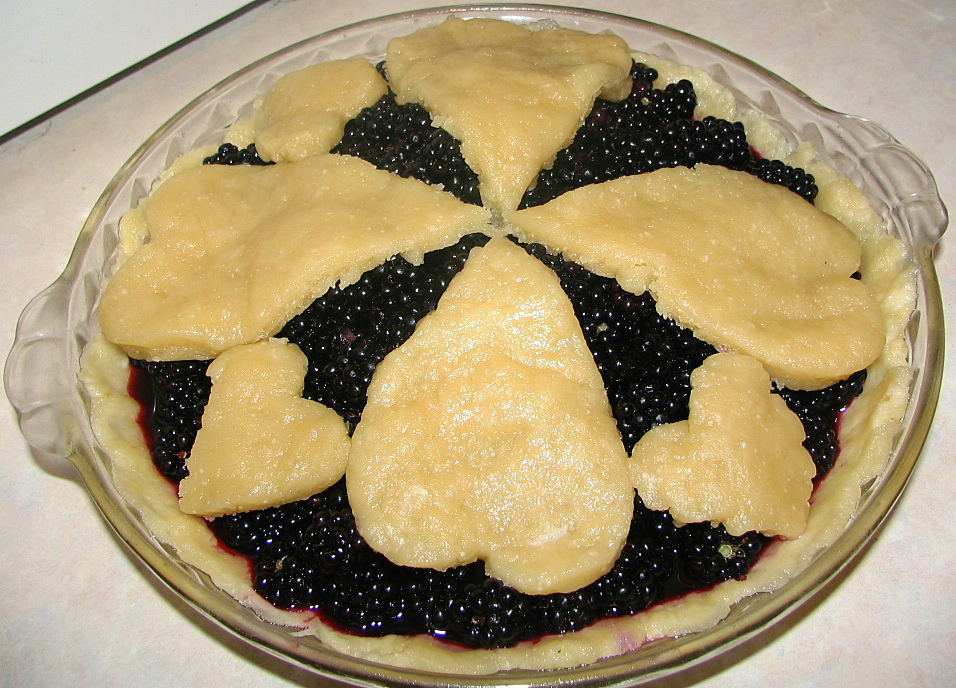